# Fatima Bhutto
Fatima Bhutto, (in urdu فاطمہ بھُٹّو‎?) (Kabul, 29 maggio 1982), è una scrittrice e editorialista pakistana, figlia del politico Murtaza Bhutto, sorella di Zulfikar Ali Bhutto Jr, nipote dell'ex primo ministro pakistano Benazir Bhutto e nipote dell'ex primo ministro e presidente del Pakistan, Zulfiqar Ali Bhutto. È cresciuta in Siria e Karachi e ha studiato a New York e Londra.
Ha scritto tra l'altro per The News e The Guardian ed è critica nei confronti di sua zia Benazir Bhutto e del marito Asif Ali Zardari, che ha accusato di essere coinvolti nell'omicidio di suo padre.  Il suo libro di saggistica, Songs Of Blood And Sword (2010), parla della sua famiglia.

## Biografia
È nata il 29 maggio 1982 a Kabul, in Afghanistan, da Murtaza Bhutto e da madre afghana, Fauzia Fasihudin Bhutto, figlia dell'ex funzionario degli affari esteri afghani a Kabul.  Suo padre era in esilio durante il regime militare del generale Zia-ul-Haq. I suoi genitori divorziarono quando lei aveva tre anni e suo padre portò la figlia con sé spostandosi di paese in paese e lei crebbe di fatto apolide. Suo padre incontrò Ghinwa Bhutto, un'insegnante di danza libanese nel 1989 durante il suo esilio in Siria e si sposarono. La Bhutto considera Ghinwa la vera madre. Il suo fratellastro, Zulfikar Ali Bhutto Jr., è un artista con sede a San Francisco.
Suo padre è stato ucciso dalla polizia nel 1996 a Karachi durante il governo di Benazir Bhutto. La madre biologica, Fauzia Fasihudin, ha tentato senza successo di ottenere la custodia della figlia che ha invece vissuto con la matrigna [10] a Old Clifton, Karachi. [1]
Bhutto ha studiato presso la Karachi American School. Ha poi conseguito una laurea summa cum laude in lingue e culture del Medio Oriente e dell'Asia  presso il Barnard College, un college femminile affiliato alla Columbia University, a New York, negli Stati Uniti nel 2004. In seguito ha conseguito il Master in Studi sull'Asia meridionale presso la SOAS, Università di Londra, nel 2005, dove ha scritto la sua tesi sul movimento di resistenza in Pakistan.

## Carriera
Nel 1998, all'età di 15 anni, Bhutto pubblicò il suo primo libro intitolato Whispers of The Desert. Il suo secondo libro, 8:50, 8 ottobre 2005, segna il momento del terremoto del Kashmir del 2005 registrando i resoconti delle persone colpite.

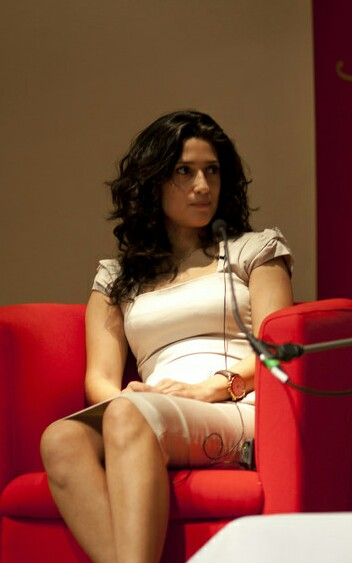
Bhutto presenta il suo libro Songs of Blood and Sword a Londra nel 2013

Il libro di memorie di famiglia di Bhutto, Songs of Blood and Sword, è stato pubblicato nel 2010. Nel libro, contrastato con recensioni negative da parte della critica,  Bhutto accusa sua zia Benazir e il marito Asif Zardari di aver ucciso suo padre Murtaza. Diversi membri della famiglia l'hanno accusata di aver falsificato le informazioni.
Nel novembre 2013 è stato pubblicato il suo primo romanzo di fantasia, The Shadow Of The Crescent Moon. Il libro era stato selezionato nel 2014 per il Baileys Women's Prize for Fiction.  Nel 2015 è uscito con Penguin Books  il racconto di Bhutto intitolato Democracy , un e-book.
Nel 2019 è stato pubblicato il suo secondo romanzo, The Runaways. Il libro esplora il viaggio di tre giovani musulmani verso la radicalizzazione. Il romanzo ha ricevuto il plauso della critica per il suo argomento.  Nell'ottobre dello stesso anno fu pubblicato New Kings of the World: Dispatches from Bollywood, Dizi e K-Pop. Tash Aw sul Financial Times l'ha descritta come "un'introduzione tagliente e intrigante ai vari fenomeni pop emergenti dall'Asia".
Dopo l'assassinio di sua zia, Benazir Bhutto nel 2007, si è speculato sul suo ingresso in politica. In un'intervista, ha dichiarato che preferisce rimanere attiva attraverso la scrittura, piuttosto che attraverso cariche elettive  e che deve "escludere completamente una carriera politica a causa dell'effetto delle dinastie sul Pakistan", riferendosi alla dinastia della famiglia Bhutto e ai suoi legami con la politica pakistana. Sebbene la Bhutto sia politicamente attiva, non è affiliata ad alcun partito politico.
Bhutto è anche mentore di diversi scrittori dell'Asia meridionale come responsabile dei progetti climatici presso la SouthAsia Speaks Literary Fellowship.

## Vita privata
Nel 2009, i media di gossip hanno parlato di una relazione tra lei e George Clooney, ma nessuno dei due ha mai confermato il loro rapporto.
Il 27 aprile 2023, Bhutto sposò Graham Byra, che adottò il nome Gibran dopo la sua conversione all'Islam.  La cerimonia si è tenuta nella casa ancestrale di Fatima a Karachi.  Byra ha conseguito un Master of Arts in psicologia organizzativa presso la Columbia University.
Per quanto riguarda la sua fede religiosa, la Bhutto ha affermato di essere musulmana per cultura e si descrive come una laica. Ha difeso l'Islam in molte occasioni e ha sostenuto il diritto delle donne musulmane di indossare il burqa.

## Opere
- Whispers of The Desert, Karachi, Oxford University Press, 1998 ISBN 9780195778441
- 8.50 a.m. 8 October 2005, Karachi, Oxford University Press, 2006 ISBN 9780195474039
- Songs of Blood and Sword, New York, Nation Books, 2011 ISBN 9781568586762
- The Shadow of the Crescent Moon, New York, Penguin Books, 2013 ISBN 9780670922987
- Democracy, 2015
- The Runaways, Londra, Viking, 2018 ISBN 9780241347003
- New Kings of the World: Dispatches from Bollywood, Dizi, and K-Pop, New York, Columbia Global Reports, 2019 ISBN 9781733623704